# Comunità montana Sirentina
La Comunità montana Sirentina è una comunità montana abruzzese comprendente 16 comuni della provincia dell'Aquila, la cui sede legale si trova a Secinaro (AQ). Con la soppressione delle Comunità montane abruzzesi opera in regime di commissariamento fino all’emissione del decreto di estinzione dell’Ente, previsto al 31 dicembre 2022.

## Descrizione
La Comunità Montana Sirentina localizzata nella provincia dell’Aquila, in posizione baricentrica fra i centri di Avezzano, Sulmona e L’Aquila, si estende per una superficie di 425 km² con un territorio prevalentemente montano e include 16 comuni.

### Comuni
La Comunità montana Sirentina, istituita con la Legge Regionale 30 dicembre 1975, n. 67 della Regione Abruzzo, che ne ha anche approvato lo statuto, comprendeva quattordici comuni della Provincia dell'Aquila.
Dopo la Legge Regionale n. 10 del 27 giugno 2008 fanno parte della Comunità montana Sirentina i seguenti sedici Comuni:
- Acciano
- Castel di Ieri
- Castelvecchio Subequo
- Fagnano Alto
- Fontecchio
- Gagliano Aterno
- Goriano Sicoli
- Molina Aterno
- Ocre
- Ovindoli
- Rocca di Cambio
- Rocca di Mezzo
- San Benedetto in Perillis
- Secinaro
- San Demetrio ne' Vestini
- Tione degli Abruzzi